# Flughafen Kamembe

i7
i11
i13
Der Flughafen Kamembe (IATA-Code: KME, ICAO-Code: HRZA) ist ein kleiner, nationaler Flughafen nahe der Stadt Cyangugu im westlichen Ruanda. Der Flughafen befindet sich im Stadtteil Kamemba, dem Wirtschaftszentrum der Stadt. Angeflogen wird der Flughafen von der nationalen Fluglinie Rwandair Express.
Zur Kolonialzeit diente er als Flughafen der benachbarten Stadt Bukavu, da sowohl Ruanda als auch der Kongo unter belgischer Herrschaft standen und de facto keine Grenze bestand.
Im November 2014 wurde der Flughafen für Renovierungsarbeiten an der Landebahn geschlossen und im Juni 2015 wiedereröffnet. Die Arbeiten mit denen die China Road and Bridge Corporation beauftragt wurde, kosteten etwa 5,1 Milliarden Ruanda-Franc. Laut den Flughafenbehörden wurde sich mit der renovierten, für größere Flugzeuge geeigneten Landebahn eine Verdopplung der Passagiere erhofft.